# Rick Riordan

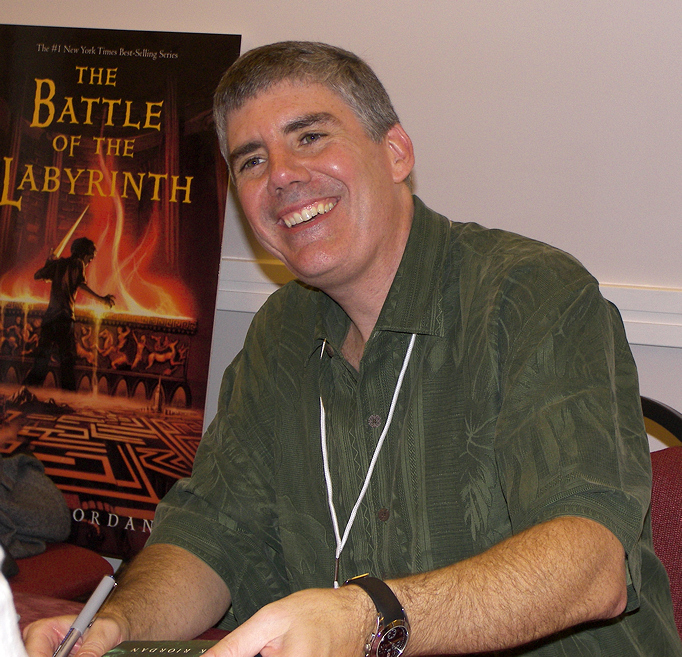
Rick Riordan op een signeersessie in 2007

Rick Riordan (San Antonio, 5 juni 1964) is een Amerikaans schrijver, vooral bekend van de fantasy/avonturenseries Percy Jackson en de Olympiërs en Helden van Olympus, die door fans dikwijls worden aangeduid als de Kamp Halfbloed-serie. De tweede reeks werd afgesloten in het najaar van 2014. In 2015 begon Riordan aan een nieuwe reeks, die gecentreerd is rond de Noorse mythologie, genaamd Magnus Chase en de goden van Asgard. Op 3 mei 2016 kwam er een nieuwe vijfdelige serie uit, De Beproevingen van Apollo. Deze gaat over hoe Apollo gestraft wordt omdat hij volgens Zeus de Gigantenoorlog heeft veroorzaakt (zie Helden van Olympus ). Riordan schreef onder andere ook een reeks mysterieboeken voor volwassenen, onder de noemer Tres Navarre. Ook schreef hij de trilogie van de “familie Kane”. Dit gaat over Egyptische goden.

## Carrière
Riordan studeerde af aan de Universiteit van Texas in Austin. Vijftien jaar lang gaf hij les aan scholen in Californië en San Antonio. In 2002 ontving hij de Saint Mary's Hall's first Master Teacher Award. Ook voor zijn mysterieboeken voor volwassenen, Tres Navarre, kreeg hij verschillende prijzen. Zijn boek The Maze of Bones, het eerste boek in de reeks The 39 Clues, bereikte in september 2008 zelfs de eerste plaats op de New York Times-bestsellerlijst. In 2010 verscheen een door Twentieth Century Fox uitgegeven film gebaseerd op het eerste deel in de Percy Jackson & the Olympians-serie in de bioscoop, onder de titel Percy Jackson & the Olympians: The Lightning Thief. In augustus 2013 kwam de tweede film uit, Percy Jackson: Sea of Monsters.
Riordan woont met zijn vrouw en twee zonen in Boston. Ondertussen heeft hij nog een trilogie geschreven over de Egyptische mythologie, De avonturen van de familie Kane, die alle drie gepubliceerd zijn in het Engels en die vanaf najaar 2013 in het Nederlands verschenen. Hij was tot 2014 bezig met een spin-offserie van Percy Jackson die Helden van Olympus heet en ook uit vijf boeken bestaat. In oktober 2015 verscheen (in het Engels) het eerste boek van zijn nieuwe, Noors-gerichte boekenreeks. In 2016 verscheen er een nieuwe serie, De beproevingen van Apollo. Dit zijn vijf boeken die gaan over de zonnegod Apollo die gestraft wordt door Zeus, omdat hij Zeus verraden heeft. Zeus straft hem door hem sterfelijk te maken. Kamp Halfbloed en Percy Jackson spelen hier ook een rol in.

## Gepubliceerde boeken

### Percy Jackson en de Olympiërs
Percy Jackson en de Olympiërs is de eerste reeks van de Kamp Halfbloed-serie.
1. De Bliksemdief (The Lightning Thief)
2. De Zee van Monsters (The Sea of Monsters)
3. De Vloek van de Titaan (The Titan's Curse)
4. De Strijd om het Labyrint (The Battle of the Labyrinth)
5. De Laatste Olympiër (The Last Olympian)
6. De bokaal van de goden (The Chalice of the Gods)
7. De wraak van Hecate (Wrath of the Triple Godess)

- The Demigod Files (februari 2009) -
- Percy Jackson en de Griekse goden (2014) (Percy Jackson's Greek gods)
- Percy Jackson en de Griekse helden (augustus 2015) (Percy Jackson's Greek Heroes)

### Helden van Olympus
Helden van Olympus is de tweede reeks van de Kamp Halfbloed-serie.
1. De verloren held (The Lost Hero)
2. De zoon van Neptunus (The Son of Neptune)
3. Het teken van Athena (The Mark of Athena)
4. Het huis van Hades (The House of Hades)
5. Het bloed van Olympus (The Blood of Olympus)
6. The Demigod Diaries (augustus 2012) - Niet in het Nederlands verschenen
7. De zon en de ster (The Sun and the Star)

### De beproevingen van Apollo
De beproevingen van Apollo is de derde reeks van de Kamp Halfbloed-serie.
1. Het verborgen orakel (The Hidden Oracle)
2. De duistere voorspelling (The Dark Prophecy)
3. De brandende doolhof (The Burning Maze)
4. De tombe van de tiran (The Tyrant's Tomb)
5. De toren van Nero (The Tower of Nero)

### De Avonturen van de Familie Kane
De Avonturen van de Familie Kane is een aparte reeks over de Egyptische mythologie, die zich focust op Carter en Sadie Kane, broer en zus. Zij beleven ongeveer dezelfde soort avonturen als Percy Jackson en de Griekse halfgoden, maar dan in een Egyptisch milieu.
1. De rode piramide (The Red Pyramid)
2. De troon van vuur (The Throne of Fire)
3. De schaduw van de slang (The Serpent's Shadow)

### Cross-overs
1. De zoon van Sobek (The Son of Sobek) - cross-over met Percy Jackson en Carter Kane.
2. De scepter van Serapis (The Staff of Serapis) - cross-over met Annabeth Chase en Sadie Kane.
3. De kroon van Ptolemaeus (The Crown of Ptolemy) - cross-over met Percy, Annabeth, Carter en Sadie.

De drie verhalen zijn als aparte e-boeken te verkrijgen en als één grote paperback, Percy Jackson en de Andere Helden.

### Magnus Chase en de Goden van Asgard
1. Het verdoemde zwaard (The Sword of Summer)
2. De hamer van Thor (The Hammer of Thor)
3. Het schip der doden (The Ship of the Dead)

### The 39 Clues
1. The Maze of Bones (eerste boek van reeks 1, The 39 Clues)
11. Vespers Rising (deel 1)
- NB: The 39 Clues is de verzamelnaam voor meerdere boekenreeksen. Deze reeksen worden geschreven door meerdere auteurs, die verschillen per boek. Dit komt omdat de boeken ongeveer om de drie maanden verschijnen en één auteur niet genoeg tijd heeft om op dat tempo te schrijven.

### Tres Navarre Series
- Big Red Tequila
- The Widower's Two-Step
- The Last King of Texas
- The Devil Went Down to Austin
- Southtown
- Mission Roard
- Rebel Island

### Andere boeken
- Dochter van de diepzee

## Prijzen
- 1998 - Shamus Award voor Big Red Tequila
- 1998 - Anthony Award voor Big Red Tequila
- 1999 - Edgar Award voor beste originele paperback voor The Widower's Two-Step
- 2002 - Saint Mary's Hall's first Master Teacher Award
- 2008 - Mark Twain Award voor The Lightning Thief
- 2009 - Mark Twain Award voor The Sea of Monsters
- 2009 - Rebecca Caudil Award voor The Lightning Thief